# Ketelbinkie (strip)
Ketelbinkie is een Nederlandse stripreeks rond een jongetje met superkrachten. De serie werd als tekststrip geschreven en getekend door Wim Meuldijk, van 1945 tot 1957. Daarna is de serie nog enkele jaren in het stripblad Donald Duck voortgezet als ballonstrip gepubliceerd van 1973 tot 1979. De tekeningen van deze laatste verhalen zijn verzorgd door Jan van Haasteren en Jan van der Voo.

## Inhoud
Ketelbinkie is een jongetje dat zijn kracht te danken heeft aan ene professor Steekneus, die de spierkracht van mens en dier bestudeert. Bij diens eerste grote experiment ontnam de professor een geweldige mensaap zijn kracht en die kwam via een injectie in het tengere lijf van Ketelbinkie terecht.
De kleine jongen uit Ratjeknor beleeft spannende avonturen – die in de "ik-stijl" zijn geschreven – tijdens zijn wereldreizen naar geheimzinnige gebieden, onder andere in Circus Pens, bij de Platvoet-indianen, in Holliewoet, de Toerdefraans, China, op Zonnig Lawaii en tegen de reusachtige bokser Bolleboos. Twee boeven komen steeds de boel op stelten zetten: Knots en Knars, oftewel de Dikke en de Dunne. Knots is een kleine, dikke, vette rolmops met een voddige pet, Knars is lang en dun en meestal gekleed in een rafelige, gestreepte trui en heeft een warrige haardos.
Knots en Knars speelden ook eerder mee in een andere strip van Meuldijk, Sneeuwvlok.

## Publicatiegeschiedenis
Striptekenaar Wim Meuldijk tekende eerder Sneeuwvlok van 1942 tot 1944. In 1945 verscheen Ketelbinkie in de lokale krant Rotterdamsch Parool. Algauw verscheen deze strip in meerdere kranten. Ook gaf Meuldijk tussen 1945 en 1946 een stripblad Sneeuwvlok uit. Vanwege het succes van Ketelbinkie werd het stripblad echter hernoemd naar Ketelbinkiekrant. Dit gebeurde in 1948. Vanaf 1952 verscheen de Ketelbinkiekrant naast Rotterdam ook in de rest van Nederland onder de naam Robs vrienden naar de Nederlandse strip Kapitein Rob. Naast Ketelbinkie verschenen er nog andere strips in dat stripblad tot het laatste nummer in 1957. Zo werd Kick Wilstra oorspronkelijk voor het blad gemaakt. De verhalen werden ook geschreven door Meuldijk. Die verhalen zijn ook allemaal tekststrips.
In de jaren 70 verschijnen er nieuwe ballonstrips in het stripblad Donald Duck van 1973 tot 1979. De strips bleven geschreven worden door Meuldijk, maar met tekeningen van Jan van Haasteren en Jan van der Voo.

## Verhalen

### Krantenstrips
De reeks kent in het begin geen duidelijke indeling in verhalen. Hieronder volgt een lijst van verhalen.
1. Ketelbinkie vertelt uit zijn jeugd [I] (afl.1-...)
2. Ketelbinkie vertelt uit zijn jeugd (afl. ...-770)
3. De Olympische Spelen (afl.771-820)
4. De Marsbewoners (afl.821-890)
5. Zartan van de apen (afl.891-951)
6. De zeven zeerovers (afl.952-998)
7. De Poroh-medicijn (afl.999-1059)
8. In China (afl.1060-1128)
9. Ketelbinkie ontdekt de Noordpool (afl.1129-1184)
10. Het paard Pedro (afl.1185-1247)
11. Ketelbinkie zoekt een parelsnoer (afl.1248-1290).
12. Het Land van Soms (afl.1291-1318)
13. Het spookschip (afl.1319-1363)
14. Het dagbladbedrijf (afl.1364-1428)
15. Ketelbinkie zoekt de vredesduif (afl.1429-1471)
16. Het voetbalsysteem (afl.1472-1532)
17. De sheik van Samba (afl.1533-1617)
18. Ketelbinkie tegen Bolleboos (afl.1618-1679)
19. Het geheim van de Zeester (afl.1680-1737)
20. Ketelbinkie helpt Zartan (afl.1738-1789)
21. Ketelbinkie in Holliewoet (afl.1790-1838)
22. Ridder Ketelbinkie de Dappere (afl.1839-1912)
23. Ketelbinkie op zonnig Lawai (afl.1913-1976)
24. De Toerdefraans (afl.1977-2027)
25. De vliegende schotelman (afl.2028-2098)
26. Circus Pens (afl.2099-2155)
27. De grote autorace (afl.2156-2225)
28. De Platvoetindianen (afl.2226-2302)
29. Het jaar 2222 (afl.2303-2343)
30. De super-speurhond (afl.2344-2413)
31. De kraaienmars (afl.2414-2473)
32. De diepzeerovers (afl.2474-2563)
33. De kauwgumkoning (afl.2564-2629)
34. Ketelbinkie reist de ruimte in (afl.2630-2719)
35. De wonderstruis (afl.2720-2839)
36. De Diepfriezen (afl.2840-2939)
37. De kruipkaas (afl.2940-2990)
38. De prairieplaag (afl.2991-3060)
39. Het schaduwvolk (afl.3061-3122)
40. De Kiksauzers (afl.3123-3175)

### Weekstrips
Onderstaande verhalen, van elk 22 afleveringen, zijn gepubliceerd in het weekblad Donald Duck. De nummers hieronder geven het jaartal en nummer van de betreffende Donald Duck weer.
1. Ketelbinkie op de Noordpool (7316-7325)
2. De Sneuzels (7348-7407)
3. De friet (7427-7437)
4. De ballonvaart (7533-7543)
5. De bootrace (7711-7722)
6. De woestijn (7930-7940)

### Overige verhalen
1. Er zijn in de Ketelbinkiekrant verhaaltjes van één strook elk gepubliceerd. Verdere gegevens ontbreken.
2. Uit de jeugd van Ketelbinkie - Het balonnenavontuur (Het Parool, 1948).
3. Het Nieuwe Avonturenboek van Ketelbinkie en zijn vrienden (De Ketelbinkiekrant, 1949) bevat het verhaal Ketelbinkie bij de stam der Mbwaslappers

### Albums
Slechts een klein deel van de krantenverhalen is in boekvorm verschenen, bij verschillende uitgeverijen.
- Ketelbinkie vertelt uit zijn jeugd [I] (afl.1-68). Diverse krantenuitgevers, 1946.[8]
- Ketelbinkie vertelt uit zijn jeugd [II] (afl.69-120). Diverse krantenuitgevers, 1947.[9]
- Ketelbinkie vertelt uit zijn jeugd [III] (afl.120-210). Diverse krantenuitgevers, 1947.
- Ketelbinkie vertelt uit zijn jeugd [IV] (afl.339-394). De Nieuwe Pers, 1948.
- Ketelbinkie en het voetbalsysteem (afl.1472-1532). De Nieuwe Pers, 1954.[10]
- Ketelbinkie 1: Ketelbinkie in de toerdefraans (afl.1977-2027) + Ketelbinkie en de Diepfriezen (afl.2840-2939). Skarabee, 1973.
- Ketelbinkie 2: Ketelbinkie en de grote autorace (afl.2156-2225) + Ketelbinkie en de diepzee rovers (afl.2474-2563). Skarabee, 1973.
- Ketelbinkie 3: Ketelbinkie en de wonderstruis (afl.2720-2839) + Ketelbinkie en de kruipkaas (afl.2940-2990). Skarabee, 1974.

Daarnaast is in 2014 een reeks gestart die de verhalen uit de Donald Duck van Jan van der Voo opnieuw uitbrengt:
- Ketelbinkie: De frietvulkaan + Het krieltoernooi. Favoriet, 2014.[11]
- Ketelbinkie: Het glazen schip + De zwarte gieren. Favoriet, 2015[11]

Zie ook de twee boekuitgaven hierboven bij Overige verhalen.

## Prijs
In 2003 ontving Meuldijk de Bulletje & Boonestaak-schaal van het stripschap.